# 2010-es afrikai nemzetek kupája
A 2010-es afrikai nemzetek kupája a 27. afrikai kontinenstorna volt, amelyet Angolában rendeztek január 10. és január 31. között.
A házigazda Angola mellé összesen 15 válogatott csatlakozott, akik a selejtezőből jutottak be, melyben 53 csapat indult. A togói válogatott az őket ért busztámadás következtében – a togói elnök és a három napos gyász kedvéért – úgy döntött, hogy nem kíván részt venni a tornán, így 15 csapatosra módosult a mezőny. Mindezek által a mérkőzések száma – az eredeti kiírás szerinti 32 helyett 29 összecsapásra került sor – is változott.

## A rendező kiválasztása
A 2010-es afrikai nemzetek kupájának megrendezésére nyolc pályázat érkezett: hét ország egyedileg, Egyenlítői-Guinea és Gabon közös pályázattal jelentkezett. Az Afrikai Labdarúgó-szövetség 2006. szeptember 4-én tartott kongresszusán - a szövetség történelme során először - a 2010-es mellett további két kontinensviadal, a 2012-es és a 2014-es rendezési jogáról is döntés született. Az Afrikai Labdarúgó-szövetség 2010 májusában úgy döntött, hogy 2013-tól a páratlan években rendezik az afrikai nemzetek kupáját, így a 2014-re tervezett torna már 2013-ban kerül megrendezésre.
A rendező országok kiválasztása mögött a szövetség új rotációs elképzelése húzódott, mely szerint olyan országok számára is lehetőséget nyújtanak, amelyek korábban még nem rendezhették meg Afrika legrangosabb labdarúgó-eseményét. A kongresszuson döntés született arról is, hogy amennyiben bármely kiválasztott rendező ország nem lenne alkalmas a sportesemény megrendezésére, úgy a rendezés jogát Nigéria kapja, mint fenntartott rendezési jogú ország.
A pályázó országok a következők voltak:
- Angola
- Gabon és  Egyenlítői-Guinea
- Líbia
- Mozambik
- Namíbia
- Nigéria (fenntartott rendezési jog)
- Szenegál
- Zimbabwe

Az Afrikai Labdarúgó-szövetség a rendezés jogát Angolának adta.

## Kabalafigura
A torna kabalafigurája Palanquincha óriás fekete lóantilopot mintázza, ami nemzeti szimbólumnak és értékes állatnak számít Angolában.

## Selejtezők
Az Afrikai Labdarúgó-szövetség bejelentette, hogy a kontinensviadal selejtezői képezik majd a 2010-es labdarúgó-világbajnokság selejtezőit is. A Nemzetközi Labdarúgó-szövetség döntésének értelmében, annak ellenére, hogy Angola, mint rendező ország automatikus résztvevője a kontinensviadalnak, a labdarúgó-világbajnokság afrikai selejtezőin elindulni köteles. Az itt elért eredményeik csak mint világbajnoki selejtező eredmények lettek elszámolva.

## Részt vevő csapatok

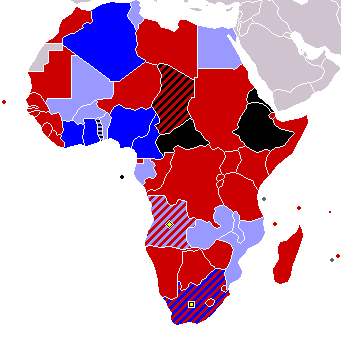
Jelmagyarázat:
A 2010-es afrikai nemzetek kupája és a 2010-es labdarúgó-világbajnokság résztvevői.
A 2010-es afrikai nemzetek kupája résztvevői.
Nem jutottak ki a 2010-es afrikai nemzetek kupájára.

A tornára az alábbi tizenhat csapat kvalifikálta magát:
A kvalifikáció megszerzésének sorrendjében.
| Csapat           | Hogyan kvalifikált | Kvalifikáció időpontja | Eddigi részvételek | Legjobb eredmény                                |
| ---------------- | ------------------ | ---------------------- | ------------------ | ----------------------------------------------- |
| Angola           | rendező            | 2007. július 29.       | 4                  | Negyeddöntő (2008)                              |
| Ghána            | D csoport          | 2009. június 20.       | 16                 | Aranyérem (1963, 1965, 1978, 1982)              |
| Elefántcsontpart | E csoport          | 2009. szeptember 5.    | 17                 | Aranyérem (1992)                                |
| Tunézia          | B csoport          | 2009. szeptember 6.    | 13                 | Aranyérem (2004)                                |
| Algéria          | C csoport          | 2009. szeptember 6.    | 13                 | Aranyérem (1990)                                |
| Egyiptom         | C csoport          | 2009. október 10.      | 21                 | Aranyérem (1957, 1959, 1986, 1998, 2006, 2008)  |
| Kamerun          | A csoport          | 2009. október 10.      | 15                 | Aranyérem (1984, 1988, 2000, 2002)              |
| Gabon            | A csoport          | 2009. október 10.      | 3                  | Negyeddöntő (1996)                              |
| Nigéria          | B csoport          | 2009. október 10.      | 15                 | Aranyérem (1980, 1994)                          |
| Mali             | D csoport          | 2009. október 11.      | 5                  | Ezüstérem (1972)                                |
| Benin            | D csoport          | 2009. október 11.      | 2                  | Csoportkör (2004, 2008)                         |
| Burkina Faso     | E csoport          | 2009. október 11.      | 6                  | 4. hely (1998)                                  |
| Mozambik         | B csoport          | 2009. november 14.     | 3                  | Csoportkör (1986, 1996, 1998)                   |
| Zambia           | C csoport          | 2009. november 14.     | 13                 | Ezüstérem (1974, 1994)                          |
| Togo             | A csoport          | 2009. november 14.     | 6                  | Csoportkör (1972, 1984, 1998, 2000, 2002, 2006) |
| Malawi           | E csoport          | 2009. november 14.     | 1                  | Csoportkör (1984)                               |

## Játékvezetők
- Kászim ibn Nászir
- Daniel Bennett
- Mohammed Benúza
- Hélder Martins de Carvalho
- Coffi Codjia
- Koman Coulibaly
- Jerome Damon
- Badara Diatta
- Kokou Djaoupe
- Doué Noumandiez Désiré
- Esszám Abd el-Fattáh
- Halíl al-Gamdi
- Eddy Maillet
- Hálid Abd er-Rahmán
- Rajindraparsad Seechurn
- Muhmed Ssegonga

### Partbírók
- Hassani Bechir
- Enock Molefe
- Ogbamariam Angessom
- Manuel Candido Inancio
- Haszan Kámránifar
- Champiti Moffat
- El Maghrabi Fooad
- Edibe Peter
- Haruna Ayuba
- Gahungu Desire
- Nászer Abd en-Nabi
- Al Ghamdi Mohammed H.S
- Chichenga Kenneth
- Achik Redouane
- Menkouande Evarist
- Ntagungira Celestin

## Rendező városok és helyszínek
A kontinensviadal mérkőzéseit négy városban rendezték meg, új építésű labdarúgó-stadionokban.
| Stadion neve                 | Város    | Befogadóképesség |
| Estádio Cidade Universitária | Luanda   | 40 000           |
| Complexo da Sr. da Graça     | Benguela | 20 000           |
| Estádio Chimandela           | Cabinda  | 20 000           |
| Estádio Alto da Chela        | Lubango  | 20 000           |

## Mérkőzés labda
A 2010-es afrikai nemzetek kupája hivatalos mérkőzés labdája az Adidas Jabulani Angola volt, ami a 2010-es labdarúgó-világbajnokság hivatalos labdájának a módosított változata. A labda Angola nemzeti színeit ábrázolja.

## Sorsolás
A csoportok sorsolását 2009. november 20-án tartották Luandában.
| 1. kalap                                       | 2. kalap                         | 3. kalap                        | 4. kalap                                 |
| ---------------------------------------------- | -------------------------------- | ------------------------------- | ---------------------------------------- |
| Angola · Egyiptom · Kamerun · Elefántcsontpart | Tunézia · Nigéria · Ghána · Mali | Zambia · Benin · Algéria · Togo | Burkina Faso · Mozambik · Gabon · Malawi |

## Támadás a togói válogatott ellen
2010. január 8-án fegyveresek tüzet nyitottak a togói labdarúgó-válogatott buszára Cabindában. A támadásban több utast lövés ért, közülük hárman – Abalo Amelete (a csapat másodedzője), Stanislaud Ocloo (sajtófőnök) valamint a válogatott (helyi) buszvezetője – életüket vesztették. A csapat a támadás után a tornától való visszalépett.

### Büntetés a togói válogatottnak
Az Afrikai Labdarúgó-szövetség (CAF) elnökségének ülését követően kizárta Togót a következő két Afrikai Nemzetek Kupájáról, és ötvenezer dolláros büntetéssel is sújtotta. Az indoklás szerint a politikai beavatkozással Togo megszegte a CAF és az Afrika-kupa szabályzatát. Togo élni kíván fellebbezési jogával. 2010. május 14-én törölték Togo büntetését.

## Eredmények
A mérkőzések kezdési időpontjai helyi idő szerint (UTC+1) vannak feltüntetve.

### Csoportkör

#### Sorrend meghatározása
A CAF versenyszabályzata alapján, ha két vagy több csapat a csoportmérkőzések után azonos pontszámmal állt, az alábbiak alapján kellett meghatározni a sorrendet:
1. több szerzett pont az összes mérkőzésen (a győzelemért 3 pont, a döntetlenért 1 pont jár, a vereségért nem jár pont)
2. több szerzett pont az azonosan álló csapatok között lejátszott mérkőzéseken
3. jobb gólkülönbség az azonosan álló csapatok között lejátszott mérkőzéseken
4. több lőtt gól az azonosan álló csapatok között lejátszott mérkőzéseken
5. jobb gólkülönbség az összes mérkőzésen
6. több lőtt gól az összes mérkőzésen
7. fair play pontszám
8. sorsolás

| Jelmagyarázat                                                            |
| ------------------------------------------------------------------------ |
| A csoportok első két helyezettje bejutott az egyenes kieséses szakaszba. |
| A csoportok harmadik és negyedik helyezettje kiesett.                    |

#### A csoport
| Csapat  | M | Gy | D | V | G+ | G– | Gk | P |
| ------- | - | -- | - | - | -- | -- | -- | - |
| Angola  | 3 | 1  | 2 | 0 | 6  | 4  | +2 | 5 |
| Algéria | 3 | 1  | 1 | 1 | 1  | 3  | –2 | 4 |
| Mali    | 3 | 1  | 1 | 1 | 7  | 6  | +1 | 4 |
| Malawi  | 3 | 1  | 0 | 2 | 4  | 5  | –1 | 3 |

- Algéria és Mali között sorrend meghatározása során az egymás elleni eredmény döntött.

| 2010. január 10. 17:00 |

| Angola                                                        | 4–4               | Mali                                       |
| ------------------------------------------------------------- | ----------------- | ------------------------------------------ |
| Flávio 37' 42' Gilberto 67' (11-esből) Manucho 74' (11-esből) | (2–0) Jegyzőkönyv | Keita 79' 90+3' Kanouté 88' Yatabaré 90+5' |

| Estádio Cidade Universitária, Luanda Nézőszám: 45 000 Játékvezető: Esszám Abd el-Fattáh (egyiptomi) |

| 2010. január 11. 14:45 |

| Malawi                                | 3–0               | Algéria |
| ------------------------------------- | ----------------- | ------- |
| Mwafulirwa 17' Kafoteka 35' Banda 48' | (2–0) Jegyzőkönyv |         |

| Estádio Cidade Universitária, Luanda Nézőszám: 1 000 Játékvezető: Badara Diatta (szenegáli) |

| 2010. január 14. 17:00 |

| Mali | 0–1               | Algéria  |
| ---- | ----------------- | -------- |
|      | (0–1) Jegyzőkönyv | Hájs 43' |

| Estádio Cidade Universitária, Luanda Nézőszám: 4 000 Játékvezető: Muhmed Ssegonga (ugandai) |

| 2010. január 14. 19:30 |

| Angola                 | 2–0               | Malawi |
| ---------------------- | ----------------- | ------ |
| Flávio 49' Manucho 55' | (0–0) Jegyzőkönyv |        |

| Estádio Cidade Universitária, Luanda Nézőszám: 48 500 Játékvezető: Doué Noumandiez Désiré (elefántcsontparti) |

| 2010. január 18. 17:00 |

| Angola | 0–0         | Algéria |
| ------ | ----------- | ------- |
|        | Jegyzőkönyv |         |

| Estádio Cidade Universitária, Luanda Nézőszám: 40 000 Játékvezető: Jerome Damon (dél-afrikai) |

| 2010. január 18. 17:00 |

| Mali                             | 3–1               | Malawi         |
| -------------------------------- | ----------------- | -------------- |
| Kanouté 1' Keita 3' Bagayoko 85' | (2–0) Jegyzőkönyv | Mwafulirwa 58' |

| Estádio Chimandela, Cabinda Nézőszám: 21 000 Játékvezető: Rajindraparsad Seechurn (mauritiusi) |

#### B csoport
| Csapat           | M | Gy | D | V | G+ | G– | Gk | P |
| ---------------- | - | -- | - | - | -- | -- | -- | - |
| Elefántcsontpart | 2 | 1  | 1 | 0 | 3  | 1  | +2 | 4 |
| Ghána            | 2 | 1  | 0 | 1 | 2  | 3  | –1 | 3 |
| Burkina Faso     | 2 | 0  | 1 | 1 | 0  | 1  | –1 | 1 |

- Togo visszalépett a tornán való részvételtől, miután a buszukat fegyveres támadás érte Cabindában.

| 2010. január 11. 17:00 |

| Elefántcsontpart | 0–0         | Burkina Faso |
| ---------------- | ----------- | ------------ |
|                  | Jegyzőkönyv |              |

| Estádio Chimandela, Cabinda Nézőszám: 5 000 Játékvezető: Kacem Ben Naceur (tunéziai) |

| 2010. január 11. 19:30 |

| Ghána | Törölve | Togo |
| ----- | ------- | ---- |
|       |         |      |

| Estádio Chimandela, Cabinda |

| 2010. január 15. 17:00 |

| Burkina Faso | Törölve | Togo |
| ------------ | ------- | ---- |
|              |         |      |

| Estádio Chimandela, Cabinda |

| 2010. január 15. 19:30 |

| Elefántcsontpart                  | 3–1               | Ghána      |
| --------------------------------- | ----------------- | ---------- |
| Gervinho 23' Tiéné 67' Drogba 90' | (1–0) Jegyzőkönyv | Gyan 90+3' |

| Estádio Chimandela, Cabinda Nézőszám: 23 000 Játékvezető: Jerome Damon (dél-afrikai) |

| 2010. január 19. 17:00 |

| Burkina Faso | 0–1               | Ghána       |
| ------------ | ----------------- | ----------- |
|              | (0–1) Jegyzőkönyv | A. Ayew 30' |

| Estádio Cidade Universitária, Luanda Nézőszám: 8 000 Játékvezető: Eddy Maillet (Seychelle-szigeteki) |

| 2010. január 19. 17:00 |

| Elefántcsontpart | Törölve | Togo |
| ---------------- | ------- | ---- |
|                  |         |      |

| Estádio Chimandela, Cabinda |

#### C csoport
| Csapat   | M | Gy | D | V | G+ | G– | Gk | P |
| -------- | - | -- | - | - | -- | -- | -- | - |
| Egyiptom | 3 | 3  | 0 | 0 | 7  | 1  | +6 | 9 |
| Nigéria  | 3 | 2  | 0 | 1 | 5  | 3  | +2 | 6 |
| Benin    | 3 | 0  | 1 | 2 | 2  | 5  | –3 | 1 |
| Mozambik | 3 | 0  | 1 | 2 | 2  | 7  | –5 | 1 |

| 2010. január 12. 17:00 |

| Egyiptom                        | 3–1               | Nigéria   |
| ------------------------------- | ----------------- | --------- |
| Motaab 34' Haszan 54' Geddo 87' | (1–1) Jegyzőkönyv | Obasi 12' |

| Complexo da Sr. da Graça, Benguela Nézőszám: 18 000 Játékvezető: Rajindraparsad Seechurn (mauritiusi) |

| 2010. január 12. 19:30 |

| Mozambik          | 2–2               | Benin                                      |
| ----------------- | ----------------- | ------------------------------------------ |
| Miro 30' Fumo 54' | (1–2) Jegyzőkönyv | Omotoyossi 15' (11-esből) Khan 20' (öngól) |

| Complexo da Sr. da Graça, Benguela Nézőszám: 15 000 Játékvezető: Khalid Abdel Rahman (szudáni) |

| 2010. január 16. 17:00 |

| Nigéria               | 1–0               | Benin |
| --------------------- | ----------------- | ----- |
| Yakubu 42' (11-esből) | (1–0) Jegyzőkönyv |       |

| Complexo da Sr. da Graça, Benguela Nézőszám: 8 000 Játékvezető: Helder Martins de Carvalho (angolai) |

| 2010. január 16. 19:30 |

| Egyiptom                   | 2–0               | Mozambik |
| -------------------------- | ----------------- | -------- |
| Khan 47' (öngól) Geddo 81' | (1–0) Jegyzőkönyv |          |

| Complexo da Sr. da Graça, Benguela Nézőszám: 16 000 Játékvezető: Kokou Djaoupe (togói) |

| 2010. január 20. 17:00 |

| Egyiptom                  | 2–0               | Benin |
| ------------------------- | ----------------- | ----- |
| el-Mohamedi 7' Motaab 23' | (2–0) Jegyzőkönyv |       |

| Complexo da Sr. da Graça, Benguela Nézőszám: 12 500 Játékvezető: Daniel Bennett (dél-afrikai) |

| 2010. január 20. 17:00 |

| Nigéria                        | 3–0               | Mozambik |
| ------------------------------ | ----------------- | -------- |
| Odemwingie 45' 47' Martins 86' | (1–0) Jegyzőkönyv |          |

| Estádio Alto da Chela, Lubango Nézőszám: 10 000 Játékvezető: Koman Coulibaly (mali) |

#### D csoport
| Csapat  | M | Gy | D | V | G+ | G– | Gk | P |
| ------- | - | -- | - | - | -- | -- | -- | - |
| Zambia  | 3 | 1  | 1 | 1 | 5  | 5  | 0  | 4 |
| Kamerun | 3 | 1  | 1 | 1 | 5  | 5  | 0  | 4 |
| Gabon   | 3 | 1  | 1 | 1 | 2  | 2  | 0  | 4 |
| Tunézia | 3 | 0  | 3 | 0 | 3  | 3  | 0  | 3 |

- Zambia, Kamerun és Gabon azonos pontszámmal végzett a csoportban. A sorrend meghatározásakor az egymás elleni eredmény volt a második szempont, azonban mindhárom csapatnak egy-egy győzelme, döntetlenje és veresége volt a három figyelembe vett mérkőzésen. A harmadik szempont is azonos volt, mert ezen három mérkőzést figyelembe véve mindhárom csapat gólkülönbsége 0 lett. Az egymás elleni mérkőzéseken szerzett gólok száma döntött, Zambia 4, Kamerun 3, Gabon 2 gólt szerzett ezeken a találkozókon. Ezért Zambia csoportgyőztesként, Kamerun csoportmásoddiként jutott tovább.

| 2010. január 13. 17:00 |

| Kamerun | 0–1               | Gabon      |
| ------- | ----------------- | ---------- |
|         | (0–1) Jegyzőkönyv | Cousin 17' |

| Estádio Alto da Chela, Lubango Nézőszám: 15 000 Játékvezető: Daniel Bennett (dél-afrikai) |

| 2010. január 13. 19:30 |

| Zambia         | 1–1               | Tunézia      |
| -------------- | ----------------- | ------------ |
| J. Mulenga 19' | (1–1) Jegyzőkönyv | Dhaouadi 40' |

| Estádio Alto da Chela, Lubango Nézőszám: 17 000 Játékvezető: Koman Coulibaly (mali) |

| 2010. január 17. 17:30 |

| Gabon | 0–0         | Tunézia |
| ----- | ----------- | ------- |
|       | Jegyzőkönyv |         |

| Estádio Alto da Chela, Lubango Nézőszám: 16 000 Játékvezető: Coffi Codjia (benini) |

| 2010. január 17. 19:30 |

| Kamerun                           | 3–2               | Zambia                                  |
| --------------------------------- | ----------------- | --------------------------------------- |
| Geremi 68' Eto'o 72' Idrissou 86' | (0–1) Jegyzőkönyv | J. Mulenga 8' C. Katongo 81' (11-esből) |

| Estádio Alto da Chela, Lubango Nézőszám: 15 000 Játékvezető: Halíl al-Gamdi (Szaúd-arábiai) |

| 2010. január 21. 17:00 |

| Gabon               | 1–2               | Zambia                  |
| ------------------- | ----------------- | ----------------------- |
| F. Do Marcolino 83' | (0–1) Jegyzőkönyv | Kalaba 28' Chamanga 62' |

| Complexo da Sr. da Graça, Benguela Nézőszám: 5 000 Játékvezető: Mohammed Benúza (algériai) |

| 2010. január 21. 17:00 |

| Kamerun               | 2–2               | Tunézia                          |
| --------------------- | ----------------- | -------------------------------- |
| Eto'o 47' N'Guémo 64' | (0–1) Jegyzőkönyv | Chermitit 1' Chedjou 63' (öngól) |

| Estádio Alto da Chela, Lubango Nézőszám: 19 000 Játékvezető: Doué Noumandiez Désiré (elefántcsontparti) |

### Egyenes kieséses szakasz
|  |                       |                  |                       |                     |   |           |                     |                       |                       |                       |               |       |       |
|  | Negyeddöntők          | Negyeddöntők     | Negyeddöntők          |                     |   | Elődöntők | Elődöntők           | Elődöntők             |                       |                       | Döntő         | Döntő | Döntő |
|  | Negyeddöntők          | Negyeddöntők     | Negyeddöntők          |                     |   | Elődöntők | Elődöntők           | Elődöntők             |                       |                       | Döntő         | Döntő | Döntő |
|  | január 24. – Luanda   |                  |                       |                     |   |           |                     |                       |                       |                       |               |       |       |
|  |                       |                  |                       |                     |   |           |                     |                       |                       |                       |               |       |       |
|  | A1                    | Angola           | 0                     |                     |   |           |                     |                       |                       |                       |               |       |       |
|  | A1                    | Angola           | 0                     | január 28. – Luanda |   |           |                     |                       |                       |                       |               |       |       |
|  | B2                    | Ghána            | 1                     |                     |   |           |                     |                       |                       |                       |               |       |       |
|  | B2                    | Ghána            | 1                     |                     |   | Ghána     | Ghána               | 1                     |                       |                       |               |       |       |
|  | január 25. – Lubango  |                  |                       |                     |   | Ghána     | Ghána               | 1                     |                       |                       |               |       |       |
|  |                       |                  | Nigéria               | Nigéria             | 0 |           |                     |                       |                       |                       |               |       |       |
|  | D1                    | Zambia           | Nigéria               | Nigéria             | 0 | 0 (4)     |                     |                       |                       |                       |               |       |       |
|  | D1                    | Zambia           |                       |                     |   | 0 (4)     | január 31. – Luanda |                       |                       |                       |               |       |       |
|  | C2                    | Nigéria          | 0 (5)                 |                     |   |           |                     |                       |                       |                       |               |       |       |
|  | C2                    | Nigéria          | 0 (5)                 |                     |   | Ghána     | Ghána               | 0                     |                       |                       |               |       |       |
|  | január 24. – Cabinda  |                  |                       |                     |   | Ghána     | Ghána               | 0                     |                       |                       |               |       |       |
|  |                       |                  | Egyiptom              | Egyiptom            | 1 |           |                     |                       |                       |                       |               |       |       |
|  | B1                    | Elefántcsontpart | Egyiptom              | Egyiptom            | 1 | 2         |                     |                       |                       |                       |               |       |       |
|  | B1                    | Elefántcsontpart | január 28. – Benguela |                     |   | 2         |                     |                       |                       |                       |               |       |       |
|  | A2                    | Algéria          | 3                     |                     |   |           |                     |                       |                       |                       |               |       |       |
|  | A2                    | Algéria          | 3                     |                     |   | Algéria   | Algéria             | 0                     | Bronzmérkőzés         | Bronzmérkőzés         | Bronzmérkőzés |       |       |
|  | január 25. – Benguela |                  |                       |                     |   | Algéria   | Algéria             | 0                     | Bronzmérkőzés         | Bronzmérkőzés         | Bronzmérkőzés |       |       |
|  |                       |                  | Egyiptom              | Egyiptom            | 4 |           |                     | január 30. – Benguela | január 30. – Benguela | január 30. – Benguela |               |       |       |
|  | C1                    | Egyiptom         | Egyiptom              | Egyiptom            | 4 | 3         |                     | január 30. – Benguela | január 30. – Benguela | január 30. – Benguela |               |       |       |
|  | C1                    | Egyiptom         |                       |                     |   |           |                     | Nigéria               | Nigéria               | 1                     |               |       |       |
|  | D2                    | Kamerun          | 1                     |                     |   |           |                     | Nigéria               | Nigéria               | 1                     |               |       |       |
|  | D2                    | Kamerun          | 1                     |                     |   | Algéria   | Algéria             | 0                     |                       |                       |               |       |       |
|  |                       |                  |                       |                     |   | Algéria   | Algéria             | 0                     |                       |                       |               |       |       |

#### Negyeddöntők
| 2010. január 24. 17:00 |

| Angola | 0–1               | Ghána    |
| ------ | ----------------- | -------- |
|        | (0–1) Jegyzőkönyv | Gyan 16' |

| Estádio Cidade Universitária, Luanda Nézőszám: 22 000 Játékvezető: Mohammed Benúza (algériai) |

| 2010. január 24. 20:30 |

| Elefántcsontpart   | 2–3 (h. u.)                 | Algéria                                 |
| ------------------ | --------------------------- | --------------------------------------- |
| Kalou 4' Keïta 89' | (1–1, 2–2, 2–3) Jegyzőkönyv | Matmour 40' Bougherra 90+1' Bouazza 92' |

| Estádio Chimandela, Cabinda Nézőszám: 10 000 Játékvezető: Eddy Maillet (Seychelle-szigeteki) |

| 2010. január 25. 17:00 |

| Egyiptom                 | 3–1 (h. u.)                 | Kamerun   |
| ------------------------ | --------------------------- | --------- |
| Hassan 37' 95' Geddo 92' | (1–1, 1–1, 3–1) Jegyzőkönyv | Emana 26' |

| Complexo da Sr. da Graça, Benguela Nézőszám: 12 000 Játékvezető: Jerome Damon (dél-afrikai) |

| 2010. január 25. 20:30 |

| Zambia                                 | 0–0 (h. u.) | Nigéria                                 |
| -------------------------------------- | ----------- | --------------------------------------- |
|                                        | Jegyzőkönyv |                                         |
| Büntetőpárbaj                          |             |                                         |
| Chivuta Katongo Mayuka Nyrienda Mweene | 4–5         | Mikel Martins Obinna Odemwingie Enyeama |

| Estádio Alto da Chela, Lubango Nézőszám: 10 000 Játékvezető: Esszám Abd el-Fattáh (egyiptomi) |

#### Elődöntők
| 2010. január 28. 17:00 |

| Ghána    | 1–0               | Nigéria |
| -------- | ----------------- | ------- |
| Gyan 21' | (1–0) Jegyzőkönyv |         |

| Estádio Cidade Universitária, Luanda Nézőszám: 7 500 Játékvezető: Daniel Bennett (dél-afrikai) |

| 2010. január 28. 20:30 |

| Algéria | 0–4               | Egyiptom                                                      |
| ------- | ----------------- | ------------------------------------------------------------- |
|         | (0–1) Jegyzőkönyv | Abd Rabo 39' (11-esből) Zídán 65' Abdel-Shafy 81' Geddo 90+2' |

| Complexo da Sr. da Graça, Benguela Nézőszám: 25 000 Játékvezető: Coffi Codjia (benini) |

#### 3. helyért
| 2010. január 30. 17:00 |

| Nigéria    | 1–0               | Algéria |
| ---------- | ----------------- | ------- |
| Obinna 56' | (0–0) Jegyzőkönyv |         |

| Complexo da Sr. da Graça, Benguela Nézőszám: 15 000 Játékvezető: Badara Diatta (szenegáli) |

#### Döntő
| 2010. január 31. 17:00 |

| Ghána | 0–1               | Egyiptom  |
| ----- | ----------------- | --------- |
|       | (0–0) Jegyzőkönyv | Geddo 85' |

| Estádio Cidade Universitária, Luanda Nézőszám: 50 000 Játékvezető: Koman Coulibaly (mali) |

### Díjak
| A 2010-es afrikai nemzetek kupája győztese |
| ------------------------------------------ |
| EGYIPTOM 7. cím                            |

| 2. helyezett | 3. helyezett | 4. helyezett |
| ------------ | ------------ | ------------ |
| Ghána        | Nigéria      | Algéria      |

Különdíjak
| A torna játékosa                 | Ahmed Haszan    |
| A torna kapusa                   | Eszám el-Hadari |
| A torna legsportszerűbb játékosa | Ahmed Fáti      |
| A torna felfedezettje            | Geddo           |
| Gólkirály                        | Geddo           |

A torna válogatottja
| Kapusok         | Védők                              | Középpályások                                           | Csatárok                           |
| --------------- | ---------------------------------- | ------------------------------------------------------- | ---------------------------------- |
| Eszám el-Hadari | Madjid Bougherra Váel Gomaa Mabiná | Ahmed Fáti Peter Odemwingie Alexandre Song Ahmed Haszan | Asamoah Gyan Mohammed Zídán Flávio |

### Góllövőlista
| 5 gólos - Geddo 3 gólos - Flávio - Ahmed Haszan - Asamoah Gyan - Seydou Keita 2 gólos - Manucho - Emád Motaab - Samuel Eto'o - Russel Mwafulirwa - Frédéric Kanouté - Peter Odemwingie - Jacob Mulenga 1 gólos - Hameur Bouazza - Madjid Bougherra - Rafik Halliche - Karim Matmour | 1 gólos (folytatás) - Sebastião Gilberto - Razak Omotoyossi - Hoszni Abd Rabo - Mohamed Abdel-Shafy - Ahmed el-Mohamedi - Mohammed Zídán - Didier Drogba - Gervinho - Salomon Kalou - Abdul Kader Keïta - Siaka Tiéné - Daniel Cousin - Fabrice Do Marcolino - André Ayew - Achille Emana - Mohammadou Idrissou - Geremi Njitap - Landry N'Guémo - Davi Banda - Elvis Kafoteka | 1 gólos (folytatás) - Mamadou Bagayoko - Mustapha Yatabaré - Miro - Carlos Fumo Gonçalves - Yakubu Aiyegbeni - Obafemi Martins - Chinedu Obasi - Victor Obinna - Amine Chermiti - Zouheir Dhaouadi - James Chamanga - Rainford Kalaba - Christopher Katongo öngólosok - Dario Khan (2 Benin és Egyiptom ellen) - Aurélien Chedjou (1 Tunézia ellen) |

### Végeredmény
Az első négy helyezett utáni sorrend nem tekinthető hivatalosnak, mivel ezekért a helyekért nem játszottak mérkőzéseket. Ezért e helyezések meghatározásához az alábbiak lettek figyelembe véve:
1. több szerzett pont (a 11-esekkel eldöntött találkozók a hosszabbítást követő eredménnyel, döntetlenként vannak feltüntetve)
2. jobb gólkülönbség
3. több szerzett gól
4. jobb csoportbeli helyezés

A hazai csapat eltérő háttérszínnel kiemelve.
| Helyezés | Nemzet           | M            | Gy           | D            | V            | G+           | G–           | Gk           | P            |
| -------- | ---------------- | ------------ | ------------ | ------------ | ------------ | ------------ | ------------ | ------------ | ------------ |
| Arany    | Egyiptom         | 6            | 6            | 0            | 0            | 15           | 2            | +13          | 18           |
| Ezüst    | Ghána            | 5            | 3            | 0            | 2            | 4            | 4            | 0            | 9            |
| Bronz    | Nigéria          | 6            | 3            | 1            | 2            | 6            | 4            | +2           | 10           |
| 4.       | Algéria          | 6            | 2            | 1            | 3            | 4            | 10           | –6           | 7            |
|          |                  |              |              |              |              |              |              |              |              |
| 5.       | Angola           | 4            | 1            | 2            | 1            | 6            | 5            | +1           | 5            |
| 6.       | Zambia           | 4            | 1            | 2            | 1            | 5            | 5            | 0            | 5            |
| 7.       | Elefántcsontpart | 3            | 1            | 1            | 1            | 5            | 4            | +1           | 4            |
| 8.       | Kamerun          | 4            | 1            | 1            | 2            | 6            | 8            | –2           | 4            |
|          |                  |              |              |              |              |              |              |              |              |
| 9.       | Mali             | 3            | 1            | 1            | 1            | 7            | 6            | +1           | 4            |
| 10.      | Gabon            | 3            | 1            | 1            | 1            | 2            | 2            | 0            | 4            |
| 11.      | Tunézia          | 3            | 0            | 3            | 0            | 3            | 3            | 0            | 3            |
| 12.      | Malawi           | 3            | 1            | 0            | 2            | 4            | 5            | –1           | 3            |
| 13.      | Burkina Faso     | 2            | 0            | 1            | 1            | 0            | 1            | –1           | 1            |
| 14.      | Benin            | 3            | 0            | 1            | 2            | 2            | 5            | –3           | 1            |
| 15.      | Mozambik         | 3            | 0            | 1            | 2            | 2            | 7            | –5           | 1            |
| 16.      | Togo             | visszalépett | visszalépett | visszalépett | visszalépett | visszalépett | visszalépett | visszalépett | visszalépett |